# Słownik (herb szlachecki)

Herb szlachecki Słownik

Słownik – polski herb szlachecki z nobilitacji, nadany w Królestwie Kongresowym.

## Opis herbu
Opis z wykorzystaniem zasad blazonowania, zaproponowanych przez Alfreda Znamierowskiego: 

W polu błękitnym księga srebrna otwarta, z napisem СЛOΒO (ros. SŁOWO) u góry prawej karty, oparta o lipę brunatną o kilku korzeniach, ociętych konarach i kilku listkach. Klejnot: nad hełmem w koronie trzy pióra strusie. Labry błękitne, podbite srebrem.

## Najwcześniejsze wzmianki
Nadany 7 grudnia 1826 roku przez cesarza Rosji Mikołaja I Samuelowi Bogumiłowi Linde, rektorowi Liceum Warszawskiego za długoletnie zasługi literackie i nauczycielskie, autorowi Słownika języka polskiego, pochodzącemu prawdopodobnie z rodziny von der Linde-Lipa herbu Lipa, osiadłej od XV wieku na majątku Wybcz pod Toruniem, gdzie używali też nazwiska von der Felde-Wybcz. Ogłoszenie nobilitacji nastąpiło 26 lutego 1826 roku.

## Herbowni
Ponieważ herb Słownik był herbem własnym, z nobilitacji osobistej, przysługiwał tylko jednej rodzinie herbownych:
- Linde.